# Lars Vanden Heede
Lars Vanden Heede, né le 18 mars 2005 à Olsene, est un coureur cycliste belge. Il est membre de l'équipe Soudal Quick-Step Devo.

## Biographie
Lars Vanden Heede commence le vélo vers l'âge de dix ans pour imiter son beau-père et ses deux frères aînés, eux-mêmes coureurs cyclistes. Dans les catégories de jeunes, il se montre prolifique en obtenant près d'une centaine de succès. Il s'impose notamment à de nombreuses reprises chez les aspirants,. D'après ses propres dires, il présente un profil polyvalent, rapide au sprint mais aussi performant dans les contre-la-montre et les montées. Il souhaite toutefois se consacrer à l'avenir aux classiques flandriennes.
Lors de la saison 2022, il se fait remarquer au niveau international en remportant la première étape puis le classement général du Keizer der Juniores. Il obtient également diverses places d'honneur. Son année 2023 est également réussie, avec une victoire complète sur la Ronde des Vallées et une multitude de tops dix. Il s'impose par ailleurs sur l'étape inaugurale de La Philippe Gilbert Juniors, qu'il termine à la deuxième place du classement général. Grâce à ses performances, il est sélectionné en équipe nationale de Belgique. Il participe notamment aux championnats d'Europe juniors, où il se classe quatrième du contre-la-montre. 
En 2024, il intègre la Soudal Quick-Step Devo de l'équipe Soudal Quick-Step,. Il ne délaisse pas pour autant ses études en suivant des cours de cours de nutrition et diététique à distance. Sous ses nouvelles couleurs, il est vainqueur de son championnat provincial, du Wim Hendriks Trofee et d'une étape du Tour de Bohème Occidentale, inscrit au calendrier de l'UCI. Il accumule aussi les accessits en finissant troisième de la Ronde de l'Oise, cinquième du Grand Prix de Lillers, huitième du Tour des 100 Communes et du Youngster Coast Challenge, neuvième du Grand Prix de Pérenchies ou encore treizième du Tour des onze villes.

## Palmarès
- 2022
  - Keizer der Juniores :
    - Classement général
    - 1re étape

  - 2e de La Philippe Gilbert Juniors
  - 3e du Trophée des Flandres
  - 3e du Trophée Emilio Paganessi
- 2023
  - Ronde des Vallées :
    - Classement général
    - 2e (contre-la-montre) et 3e étapes

  - 1re étape de La Philippe Gilbert Juniors
  - 2e de la Nokere Koerse Juniors
  - 2e de La Philippe Gilbert Juniors
  - 3e du Grand Prix Général Patton
  - 3e du Trophée Emilio Paganessi
  - 4e du championnat d'Europe du contre-la-montre juniors
- 2024
  - Champion de Flandre-Orientale du contre-la-montre espoirs
  - Wim Hendriks Trofee
  - 2e étape du Tour de Bohême Occidentale
  - 3e de la Ronde de l'Oise
  - 3e du Mémorial Igor Decraene
  - 3e du Grand Prix de la ville de Halle
- 2025
  - Champion de Flandre-Orientale du contre-la-montre espoirs

## Classements mondiaux
| Année                                 | 2024 |
| ------------------------------------- | ---- |
| Classement mondial                    | 621e |
|                                       |      |
| Légende : nc = non classéSource : UCI |      |